# 高円寺女子サッカー2 〜恋はネバギバ高円寺〜
『高円寺女子サッカー2 〜恋はネバギバ高円寺〜』（こうえんじじょしサッカー2 こいはねばぎばこうえんじ）は2007年11月22日に発売されたスターフィッシュ・エスディ制作のニンテンドーDS用ドラマチックスポ根美少女ゲーム。『高円寺女子サッカー』の続編。

## ストーリー
1年前、高円寺女子学園サッカー部は全国制覇を成し遂げた。しかし新たに赴任してきた校長により、今年も優勝しなければサッカー部は廃部、その顧問の茂江流斗志は解雇と宣告される。茂江流は高円寺を駆け回り、昨年の3年生が卒業したため人数不足で練習もままならない状態のサッカー部を建て直して、なんとか試合ができるようになるまでこぎつける。
激闘の末に高円寺女子学園サッカー部は全国大会2連覇を達成するが、その後なぜか高円寺で世界大会が開催されることになった。全国大会でのライバルを仲間に加え、高円寺女子は日本代表として新たな戦いに臨む。

## ゲームの流れ
ゲーム期間は、4月から12月までの9か月間。各月のうち1 - 3週が練習に当てられ、残る第4週が試合となる。
練習では部員たちの様子を見て問題点を洗い出し、その後1人を選んで交流を図る。新必殺技の開発や、DSのタッチペンで部員の体をほぐす「ツボ押し」もここで行う。また、移動画面では背景画像をタッチすることで隠されたアイテムを探す要素もある。3週目が終了すると校長の査定が入り、練習を通じて部員たちの信頼度を上げておかないと試合を待たずゲームオーバーになる。校長の態度は中盤から好意的になるが、査定が甘くなることはない。
試合開始前には相手との舌戦が行われ、うまく突っ込みを入れてたじろがせることができれば前半の結果も有利になる。逆に言い負かされると不利な状態で始まることになる。後半からは実際に選手に指示を出すことで進行する。なお、選択肢にしたがって読み進める形式で、アクション要素はない。また、必殺技の使用時には各キャラクターに設定された熱血ポイントを消費するので、回数に限りがある。

## 登場人物

### 高円寺女子学園
茂江流 斗志（もえる とうし）
高円寺女子学園の体育教師でサッカー部の顧問。常に赤ジャージを着用している。
天羽 空（あまはね そら）
天羽流純情空手の継承者。武術の秘伝書を探す旅の途中で行き倒れになっていたところを茂江流に助けられ、それがきっかけで高円寺女子学園に編入した。「ズババババーン!」などの擬音を口に出す癖がある。
必殺技は空手の蹴り技を活かした爆情火炎脚。
明星 スミレ（あけほし スミレ）
元子役アイドル。芸能活動とサッカーを兼ねた乗越学園チームの一員として高円寺女子学園と対戦するが、敗北後に強引なプロデュース手法が発覚したためチームが登録抹消となり、高円寺女子学園に編入することになった。なお、同じ大会に二重出場するのは規定違反だが、小鳩が大会本部にコンピュータウイルスを送ってうやむやにした。自分の周りに壁を作るタイプで、友達は少ない。
必殺技はきらめくスターライトショット。
桜木 未散（さくらぎ みちる）
新設された高円寺女子学園看護学科の生徒。優しい性格だが、肝心の看護の腕が最悪で、逆に患者を苦しめてばかりいる。小鳩の分身魔球実験の失敗で5人に分裂してしまい、全員がサッカー部に参加することで無理やり人数不足を解消した。
ゴールキーパーの未散はエンジェルナースキャッチで敵のシュートを受け止める。
神童 小鳩（しんどう こばと）
IQ8000という超天才少女。校長がサッカー部への刺客として差し向けた小学生フットサルチームの一員だったが、敗北後に飛び級で高円寺女子学園の生徒となった。
必殺技は驚異の演算能力でボールの軌跡を操るUターンシュート。
来須 魅那美（くるす みなみ）
レディース「「魔覇羅邪」の初代特攻隊長。昨年の優勝後はサッカー部を引退し、保育士を目指して猛勉強中だったが、茂江流に請われて復帰する。
必殺技は頭突きのチョーパンブロック。
水尾 瀬里菜（みずお せりな）
独特の口調でしゃべる元登校拒否児。ネイルアーティストになるための勉強中だったが、魅那美同様に古巣のサッカー部に戻ってくる。
必殺技はかかとでボールを蹴り上げるシュルレァ・リフト。
音無 夕希（おとなし ゆうき）
インディーズバンド「Squaddy」のボーカル。茂江流の誘いを快諾してサッカー部の新キャプテンに就任した。やたらとさまざまなことに詳しく、解説役を担当する。
必殺技はイフェクター。
北大路 弥生（きたおおじ やよい）
高円寺女子学園の新校長。京都弁でしゃべる。理事長の孫娘ということもあって強権を振るい、あの手この手でサッカー部と茂江流を窮地に追い込む。
中盤で、実は茂江流のことが気になっていたから厳しい態度をとっていたと明かし、一転して誘惑してくる。
速水 静香（はやみ しずか）
茂江流の同僚。新校長が打ち出した女性教員優遇策の恩恵にあずかっているため積極的には助けになってくれないが、一応彼のことを気遣っている。

### 他校の女子サッカー選手
板池 小鈴（いたいけ こりん）
神奈川県の王道学園メイド養成科の生徒。麗華に心酔しており、プライベートでも彼女のメイドとして活動している。世界大会では日本代表の仲間となる。
必殺技はお辞儀しながら繰り出すメイドヘッドショット。
鬼澤 麗華（きざわ れいか）
王道学園の卒業生。相変わらず茂江流に熱を上げており、彼を自分の元へ引き入れようとする。高円寺で女子サッカー世界大会を開催した張本人。
白鳥 真羽（しらとり まう）
北海道の大雪山高校の生徒。細身だが力は強い。一部の男性ファンからは「まうまう」と呼ばれている。世界大会では日本代表の仲間となる。
必殺技はえびぞりの体勢から放つビールマンスピンショット。
氷堂 未来（ひょうどう みき）
大雪山の卒業生。かつては自分の強い訛りを気にしていたが、茂江流たちとの交流で前向きになり、現在は自然体でしゃべるようになっている。

### 世界の女子サッカー選手
李 小燕（り しょうえん）
中国チームのキャプテン。サーカス団のスターでもあり、壷の中に入れるほど体が柔軟である。秘伝書をめぐって空と対決する。
必殺技は跳び蹴りの泰山青龍弾。
アントワネット＝アングラード
フランスチームのキャプテン。貴族の子孫。トップモデルとして活動するほどの美人で、男が大嫌い。麗華とは外見も性格も瓜二つである。麗華と遠い親戚だった。
必殺技も麗華とそっくりのドレ・ローズクロワ。
マルシア
ブラジルチームのキャプテン。アマゾン川で白いワニに育てられたという野生児。
必殺技はイーラ・ヂ・ポロロッカ。
ソフィア
日本に母親を探しに来た少女。実はイタリアチームの一員であり、旅費を出してもらっているイザベラには逆らえない。
イザベラ
イタリアチームのキャプテン。マフィアとのつながりも噂される危険な女。

## スタッフ
- 企画：リリカルしおり
- ディレクション：和田邦夫
- シナリオ：後藤剛
- キャラクターデザイン：森沢晴行
- サウンド：chary
- 主題歌1：恋はネバギバ高円寺
  - 作詞：リリカルしおり、作・編曲：益子重徳 / 歌：ミヤザキナオコ
- 主題歌2：高円寺でみつけたの
  - 作詞：リリカルしおり、作・編曲：益子重徳 / 歌：二瓶彩子